# Astragalus aquilanus
Astragalus aquilanus — вид квіткових рослин з родини бобових (Fabaceae). Ареал охоплює такі країни: Італія (Абруццо, раніше й Калабрія).

## Середовище
Його можна знайти на посушливих луках з південною експозицією в природних соснових лісах або на деградованих ділянках дубових рослин. Вид знайдений на висотах 750–1050 метрів. Основними загрозами є спорт та активний відпочинок на свіжому повітрі, а також вандалізм.